# 太田切本和漢朗詠集
太田切本和漢朗詠集（おおたぎれぼんわかんろうえいしゅう）とは、平安時代に写された和漢朗詠集の古写本の零巻および断簡。残るのは下巻のみで、零巻2巻（ともに静嘉堂文庫蔵、国宝）と20枚程度の断簡（諸家に分蔵）が確認されている。書写年代は11世紀後半か。伝称筆者は藤原公任、実際の筆者は不明。舶載の唐紙に金銀泥の下絵を描いた和漢融合の料紙の上に、行成風の和様の漢字と類筆のない奇抜な字形を有する仮名が書かれた、平安古筆の優品。内題は倭漢朗詠抄下。名称は遠江掛川藩の藩主太田家に伝来したことに由来する。以下、本項では単に太田切と呼ぶ。

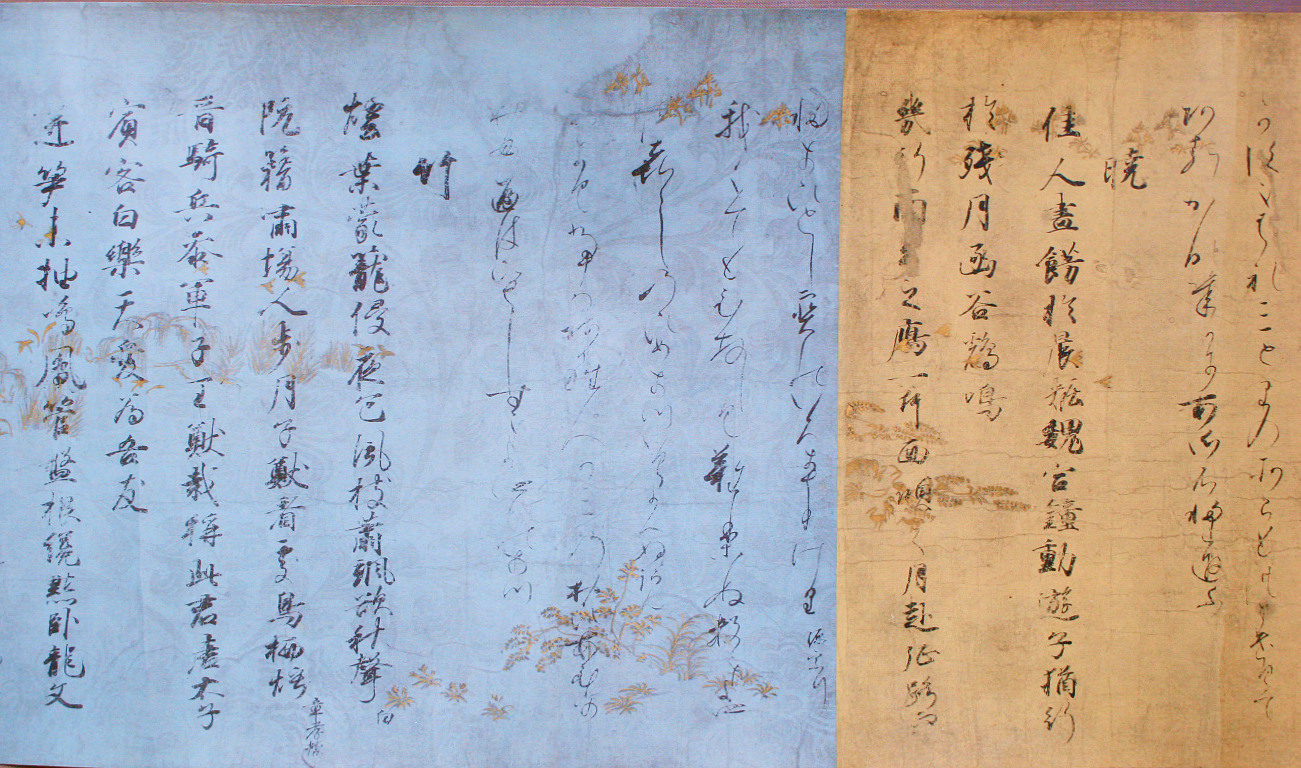
静嘉堂文庫蔵零巻上軸（部分）

## 概要
太田切は、和漢朗詠集の写本のひとつで、下巻のみが残る。静嘉堂文庫蔵の零巻2巻を主に、20葉ほどの断簡もあわせて下巻の6割ほどが残存。
静嘉堂文庫蔵零巻上軸は、縦25.8cm、全長338.5cmで、下巻冒頭から479までが書写されるが、途中10首ほど切られている。下軸は、縦26.0cm、全長275.5cm。735から巻軸まで完存。上軸より状態はいい。
料紙は唐紙、すなわち具引を施した上に型文様を刷りだしたもので、雲母刷のものと空刷（蝋箋）のものを併用している。この料紙は、粘葉本和漢朗詠集、増田本和漢朗詠集、八幡切麗花集、道済集切、端白切大弐三位集などと同様のもので、11世紀後半に遡りうる舶載の唐紙と考えられる。この舶載唐紙は、和製の唐紙（たとえば巻子本古今和歌集などに用いられている）とは異なり、具引きが剥げやすく、太田切も剥落している箇所が散見される。その舶載の唐紙の上に、金銀泥で蝶鳥草木土坡などの下絵を描いている。この絵は桂本万葉集や西本願寺本三十六人家集などに通じるものがあるが、唐紙の上に下絵を描くというのは珍しい。この点について古谷稔は
もともと、『和漢朗詠集』というのは、中国と日本、すなわち"和漢"という、相対立した世界の響き合いをねらった文学であるが、さらにそうした趣向を書と料紙によって美的に表現しようと試みたのが、この太田切ではなかろうか。
と言っている。
漢字は端正かつ静的な行成風の和様、かなは奇抜な字形を有し、また動的な書風と対照的であるが、おそらく一筆であると思われる。
静嘉堂文庫蔵上軸には、明治23年に記された古筆了仲の識語がある。その内容を箇条書きにすれば、
1. 公任真筆の清書本で朝廷に献上したもの
2. 巻首に「中院殿文庫」の印があることから、中院通村に伝わったもの
3. 遠江掛川藩の藩主太田家が京都所司代の時に入手し、以後太田家に伝来

となる。このうち、1については、時代も合わず、現在では一顧だにされない。3については、18世紀末に京都所司代をつとめた太田資愛がそれに該当するか。
静嘉堂文庫蔵の両巻は、ともに巻頭に「中院殿文庫」の朱文長方印が押されており、それ以前に分割されていたことになる。了仲の言うとおり中院通村のものだとすれば、下限は17世紀前半。太田家からは上軸下軸がわかれて流出したが、のちに両軸とも岩崎家が入手し、現在はともに静嘉堂文庫の所蔵に帰す。